# Мартина Хингис
Мартина Хингис (Кошице, 30. септембар 1980) швајцарска је тенисерка. Хингисова је на првом месту WTA листе у појединачној конкуренцији провела 209 недеља, а била је и прва тенисерка света на у конкуренцији парова. Освојила је пет гренд слем турнира у појединачној конкуренцији (три пута Отворено првенство Аустралије, једанпут Вимблдон и Отворено првенство САД), једанаест у конкуренцији женских парова, укључујући календарски гренд слем 1998. године и четири гренд слем титуле у конкуренцији мешовитих парова; укупно је освојила двадесет гренд слем титула. Освајала је и WTA првенство два пута у појединачној и три пута у конкуренцији парова.
Хингисова држи серију "најмлађа икад" рекорда. Постала је најмлађа гренд слем шампионка и најмлађа прва тенисерка на свету, пре повреде лигамената у оба чланка која ју је приморала да се повуче из професионалног тениса 2002. године, са 22 године. До тада је освојила 40 WTA титула у појединачној конкуренцији и 36 WTA титула у конкуренцији мешовитих парова. Након неколико операција и дугог опоравка, вратила се такмичењима 2006. године и добила награду за повратак године. Повукла се у новембру 2007. године због повреда али је према допинг комисији, која је узимала узорке од играча током Вимблдона 2007. године, била позитивна на кокаин. Међународна тениска федерација јој је забранила да игра у наредне две године.
У јулу 2013. године најавила је свој повратак активном тенису да би играла на турнирима у Америци у пару са Словакињом Данијелом Хантуховом. Након успеха са Забине Лизики и Флавијом Пенетом у 2014. години, Хингисова је почела да игра са Сањом Мирзом у марту 2015. године. Оне су освојиле Вимблдон и Отворено првенство Америке као и Завршно првенство сезоне те године.
Сматра се за једног од најуспешнијих швајцарских спортиста и највећом тенисерком свих времена. „Тениски магазин“ ју је 2005. године сврстао на 22. место најуспешнијих тенисера и тенисерки у претходних 40 година. „Тајм“ ју је именовао за једну од „30 легенди женског тениса у прошлости, садашњости и будућности“ у јулу 2011. године. Две године касније је примљена у Међународну тениску кућу славних.

## Тениска каријера

### Почеци
И само име ове тенисерке, обећавало је изузетно лепу тениску будућност. Заправо, ова тенисерка је названа по некадашњој најбољој тенисерки света, Мартини Навратиловој. Још одмалена се у својој родној Чехословачкој (данашња Словачка) упознала са тениским рекетом. Већ са две године, родитељи су почели да је уче да скија и да игра тенис. Под руководством своје мајке, Мелани Молитор, Мартина Хингис започиње са својим првим тениским корацима. Са четири године је учествовала на првом турниру у својој каријери. Када је имала осам година, са породицом се сели у Цирих, где живи и тренира све до својих првих успеха.
Први турнир који је освојила, био је ИТФ турнир у Лангентхалу у Швајцарској, 1993. године. Већ наредне године, дебитује на свом терену на турниру у Цириху као 378. играчица света, и пролази у други круг, само да би је победила тадашња број пет тенисерка света, Мери Пирс. Међутим, након тог турнира, њена каријера креће узлазном путањом. Почиње да побеђује играчице из топ 10, и полако, али сигурно хита ка месту број 1.

### Успеси на гренд слем турнирима и период доминације

#### 1996.
1996. године, Хингис је постала најмлађа гренд слем шампионка свих времена, када је у пару са Чехињом Хеленом Суковом освојила Вимблдон у конкуренцији женских парова са петнаест година и девет месеци. Она је такође освојила своју прву титулу у каријери победом на турниру у Филдерштату. Такође је забележила сјајне резултате на гренд слем турнирима достигнувши четвртфинале Отвореног првенства Аустралије и полуфинале Отвореног првенства Америке. После титуле освојене у Филдерштату освојила је и турнир у Оукленду победивши прву тенисерку света у том тренутку, која је делила прво место на ВТА листи са Немицом Штефи Граф, Американку југословенског порекла Монику Селеш. Хингис је затим изгубила у финалу Завршног првенства сезоне од Штефи Граф.

#### 1997.
Каријера Мартине Хингис је врло брзо доживела врхунац, већ 1997. године када је и постала прва тенисерка света. Какав је био њен максимум говори само количина и квалитет освојених турнира: Отворено првенство Аустралије, Отворено првенство Америке, Вимблдон, Токио (Пан Пацифик), Сиднеј, Париз, Мајами, Хилтон Хед Ајланд, Станфорд, Сан Дијего, Филдерштат и Филаделфија. Сезону је почела титулом на турниру у Сиднеју. Затим постала најмлађа гренд слем победница у појединачној конкуренцији у 20. веку освојивши Отворено првенство Аустралије са шеснаест година и три месеца (победивши бившу шампионку Мери Пирс у финалу). У марту, постала је најмлађа тенисерка која је заузела прво место на ВТА листи икада. У јулу, постала је најмлађа шампионка Вимблдона још од Лоти Дод која је освојила Вимблдон 1887. године победивши Чехињу Јану Новотну у финалу. Она је затим победила још једну надолазећу тениску звезду, Винус Вилијамс у финалу Отвореног првенства Америке. Једину гренд слем титулу коју није успела да освоји била је на Отвореном првенству Француске, када је у финалу изгубила од Хрватице Иву Мајоли. Такође, освојила је и титулу на Отвореном првенству Аустралије у конкуренцији женских парова у пару са Наташом Зверевом.

#### 1998.
1998. године, Хингис је освојила све четири гренд слем титуле у конкуренцији женских парова и постала тек четврта тенисерка која је то постигла (Отворено првенство Аустралије је освојила са Мирјаном Лучић, остала три гренд слема са Јаном Новотном) и постала је тек трећа тенисерка која је заузимала прво место на ВТА листи и у појединачној и у конкуренцији парова истовремено. У појединачној конкуренцији је освојила Отворено првенство Аустралије победивши Кончиту Мартинез у финалу. На Отвореном првенству Америке је, међутим, изгубила у финалу од Линдзи Девенпорт. Линдзи Девенпорт је прекинула низ од осамдесет недеља током којих је Хингис заузимала прво место на ВТА листи у октобру, али је Хингис завршила сезону победивши Линдзи Девенпорт у финалу Завршног првенства сезоне.

#### 1999.
1999. године, Хингис је освојила своју трећу титулу на Отвореном првенству Аустралије како у појединачној конкуренцији, тако и у конкуренцији женских парова са Аном Курњиковом. Она је прекинула сарадњу са партнерком Јаном Новотном, која је тада имала тридесет година, говорећи за њу: "превише је стара и превише спора". На Отвореном првенству Француске је дошла до финала и била на три поена од победе у другом сету, али је изгубила од Штефи Граф за коју је рекла раније: "Штефи је имала неких резултата у прошлости, али то је бржа, више атлетска игра сада... Она је стара сада. Њено време је прошло". Након шокантног пораза у првом колу Вимблдона од Јелене Докић, Хингис је успела да се пласира у своје треће узастопно финале на Отвореном првенству Америке, где је изгубила од тада седамнаестогодишње Серене Вилијамс. Хингис је освојила седам титула те године и завршила сезону на првом место ВТА листе. Такође, пласирала се и у финале Завршног првенства сезоне, где је изгубила од Линдзи Девенпорт.

#### 2000.
2000. године, Хингис је поново дошла до финала на Отвореном првенству Аустралије и у појединачној и у конкуренцији женских парова. Овог пута је, међутим, изгубила оба. Њен низ од три узастопне титуле у појединачној конкуренцији прекинут је поразом од Линдзи Девенпорт. Касније, Хингис и њена нова партнерка Мери Пирс су изгубиле од Лизе Рејмонд и Рене Стабс. Хингис и Мери Пирс су освојиле Отворено првенство Француске и постизала је константне резултате на турнирима у појединачној конкуренцији током године. Иако није освојила ниједну гренд слем титулу у појединачној конкуренцији завршила је сезону на првом месту ВТА листе због девет освојених турнира током године као и Завршног првенства сезоне, где је освојила титуле и у појединачној и у конкуренцији женских парова.

### Повреде и повлачење из тениса

#### 2001.
2001. године, Швајцарска, коју су представљали Мартина Хингис и Роџер Федерер, освојила је титулу у Хопман купу. Хингис је била непоражена током такмичења с обзиром да је остварила четири победе и то над Тамарине Танасугарн, Никол Прат, Амандом Куцер и Моником Селеш. Хингис је затим достигла пето узастопно финале Отвореног првенства Аустралије, победивши обе сестре Вилијамс на том путу, али је поражена од Џенифер Капријати. Она је такође прекинула тренерску сарадњу са својом мајком Мелани Молитор на почетку године, али се предомислила два месеца касније, баш пред Отворено првенство Француске. 2001. година је била најнеуспешнија за њу у неколико претходних сезона с обзиром да је освојила свега три титуле. Она је изгубила прво место на ВТА листи по последњи пут од Џенифер Капријати 14. октобра. У истом месецу, Хингисовој је дијагностикована повреда десног чланка.

#### 2002.
Опоравивши се од повреде, Хингис је освојила Отворено првенство Аустралије у конкуренцији женских парова (поново у пару са Аном Курњиковом) и достигла је шесто узастопно финале у појединачној конкуренцији , где се поново сусрела са Џенифер Капријати. Хингис је била у предности са једним сетом и водила је 4-0 у другом сету и имала је четири меч лопте али је изгубила меч у три сета. У мају, Хингис је поново оперисала чланак, овога пута леви чланак. Након тога наставила је да се мучи са повредама и није била у могућности да пружи своју најбољу форму.

#### 2003.
У фебруару 2003. године, са 22 године, Хингис је најавила повлачење из тениса због повреда и патње. "Желим да играм тенис једино из забаве и да се концентришем више на јахање и завршавање мојих студија". Током овог периода тениске каријере, Хингис је освојила 40 ВТА титула у синглу и 36 титула у дублу. Прво место на ВТА листи у синглу је држала укупно 209 недеља (и по томе се налази на петом месту после Штефи Граф, Мартине Навратилове, Крис Еверт и Серене Вилијамс). 2005. године "Тениски магазин" ју је сврстао на 22. место на листи 40 највећих играча у тениској опен ери.

### Повратак игри

#### 2005.
У фебруару 2005. године, Хингис је покушала да се врати активном тенису на турниру у Патаји, на Тајланду, али неуспешно јер је олако изгубила од 73. играчице света, Немице Марлене Вајнгартнер у првом колу. После тог пораза изјавила је да нема нових планова за повратак. У јулу је, међутим, играла и у појединачној конкуренцији и у конкуренцији женских парова и у конкуренцији мешовитих парова за Светски тениски куп и остварила две победе над тенисеркама из првих 100 на свету и над Мартином Навратиловом 7. јула. Са овим охрабрујућим резултатима иза себе, Хингис је 29. новембра најавила да ће се вратити активном тенису у 2006. године.

#### 2006.
На Отвореном првенству Аустралије, Хингис је изгубила у четвртфиналу од другог носиоца Ким Клајстерс. Међутим, Хингис је освојила титулу у конкуренцији мешовитих парова са Индијцем Махешом Бупатијем победивши у финалу Канађанина Данијел Нестора и Рускињу Јелену Лиховцеву. Ово је била њена прва гренд слем титула у конкуренцији мешовитих парова и петнаеста гренд слем титула уопште (5 у појединачној конкуренцији, 9 у конкуренцији женских парова и 1 у конкуренцији мешовитих парова). Недељу дана касније, Хингис је победила 4. тенисерку света Марију Шарапову у полуфиналу турнира прве категорије у Токију , али је изгубила у финалу од 9. тенисерке света Јелене Дементијеве. Хингис је затим играла на турниру у Дубаију где је изгубила у четвртфиналу од Марије Шарапове. На турниру у Индијан Велсу победила је 4. тенисерку света [Линдзи Девенпорт] у четвртом колу, али је опет изгубила од Марије Шарапове у полуфиналу.
На турниру у Варшави је дошла до другог кола где је изгубила од Американке Винус Вилијамс. На турниру у Берлину је достигла четвртфинале али је изгубила од Францускиње Амели Моресмо.
На турниру прве категорије у Риму остварила је 500. победу у каријери победом над Италијанком Флавијом Пенетом, 18. играчицом на свету у том тренутку и освојила је турнир победама над Винус Вилијамс у полуфиналу и Динаром Сафином у финалу. Ово је била 41. ВТА титула у њеној каријери и прве у више од четири године. Хингис је затим достигла четвртфинале Отвореног првенства Француске где је изгубила од Ким Клајстерс. На Вимблдону, Хингис је изгубила од Аи Сугијаме у трећем колу. На турниру у Сан Дијегу достигла је четврфинале али је поражена од Ким Клајстерс у два сета. На турниру у Монтреалу успела је да се пласира у финале али је поражена ос српске тенисерке Ане Ивановић у два сета. Повратак Мартине Хингис на Отворено првенство Америке био је је краткотрајан, будући да је изгубила већ у другом колу од 112. тенисерке света Виржини Разано. На првом турниру после Отвореног првенства Америке, Хингис је освојила своју другу повратничку титулу на турниру у Калкути победивши неноситељку Рускињу Олгу Пучкову у финалу. Наредне недеље, на турниру у Сеулу, забележила је 50. победу у сезони а онда је изгубила у другом колу од Сање Мирзе. На турниру у Цириху је дошла до четвртфинала али је изгубила од Рускиње Светлане Кузњецове. Хингис се квалификовала за Завршно првенство сезоне у Мадриду као осми носилац. У мечевима у групи, изгубила је у три сета и од Жистин Енен и Амели Морезмо, али је победила Нађу Петрову. Хингис је завршила сезону као 7. тенисерка света. Она је такође завршила сезону и као осма најплаћенија тенисерка сезоне са зарађених $1,159,537.

#### 2007.
На Отвореном првенству Аустралије, Хингис је победила у прва три кола без изгубљеног сета пре него што је победила Кинескињу Ли На у четвртом колу. Хингис је затим изгубила у четвртфиналу од Ким Клајстерс. Ово је била друга узастопна година да је Хингис изгубила од Ким Клајстерс у четвртфиналу Отвореног првенства Аустралије и трећи пут у последњих пет гренд слем турнира да је Ким Клајстерс елиминисала Хингис у четвртфиналу. Хингис је затим освојила следећи турнир на којем је учествовала, турнир прве категорије у Токију победивши Ану Ивановић у финалу. Ово је била њена пета, рекордна титула на овом турниру. Повреда кука која ју је мучила на турниру у Берлину приморала ју је да одустане од турнира у Риму где је требало да брани титулу и Отвореног првенства Француске. На Вимблдону, у мечу првог кола спасла је две меч лопте да би победила Британку која је добила специјалну позивницу организатора Наоми Кавадеј, очигледно јер се није довољно опоравила од повреде кука. У трећем колу изгубила је од Лауре Гренвил из Сједињених Америчких Држава. Наредни турнир на ком је учествовала био је последњи гренд слем турнир у сезони, Отворено првенство Америке, где је изгубила у трећем колу од белоруске тинејџерке Викторије Азаренке. Није учествовала ни на једном турниру после Отвореног првенства Кине.

#### 2007. ИТФ суспензија и повлачење
У новембру 2007. године, Хингис је позвала прес конференцију да би изјавила да је била под истрагом због тога што је била позитивна на кокаин током теста урина који су узимани од играча на Вимблдону. У јануару 2008. године, Међународна тениска федерација је суспендовала Хингис на две године, ефективно од октобра 2007. године.

### Други повратак
У априлу 2013. године Мартина Хингис је постала тренер руске тенисерке Анастасије Пављученкове. Међутим, након неслагања о припремама за турнире оне су прекинули сарадњу у јуну. 
Хингис је примљена у Међународну тениску кућу славних у јулу и у истом месецу најавила да ће се вратити активном тенису. Најавила је учешће на турниру у Карлсбаду у конкуренцији парова у пару са Словакињом Данијелом Хантуховом за који је добила специјалну позивницу организатора. Играла је још на турнирима у Торонту, Синсинатију, Њу Хејвену, Отвореном првенству Америке такође у пару са Словакињом Данијелом Хантуховом. Сезону је завршила на 186. месту.

#### 2014. - Финалисткиња Отвореног првенства Америке у дублу
Први турнир који је одиграла био је турнир у Индијан Велсу у пару са Немицом Забине Лизики где су изгубиле већ на старту турнира од аустралијског дубла Кејси Делаква и Ешли Барти у тај-брејк мечу. На турниру у Мајамију оствариле су прву победу победивши шесте носитељке Андреу Хлавачкову и Луцију Шафаржову из Чешке. Тим је дошао до четвртфинала победом у два сета против Румунке Соране Кирстее и Рускиње Анастасије Пављученкове изгубивши тек три гема. Затим су победиле Анабел Медину Гаригес из Шпаније и Јарославу Шведову из Казахстана. Хингис и Лизики су се затим пласирале у финале победом у два сета против петих носилаца Каре Блек и Сање Мирзе, прво за Хингис од 2007. године. У финалу су победиле Рускиње Екатерину Макарову и Елену Веснину у два сета и тако је Хингис освојила прву титулу после турнира у Дохи 2007. године када је играла у пару са Рускињом Маријом Кириленко и први турнир из премијер мандатори серије још од 2001. године када је освојила турнир у Москви када је играла у пару са Рускињом Ана Курњиковом. Ово је такође била њена трећа титула у Мајамију после титула освојених 1998. и 1999. године. На турнирима у Риму и Мадриду такође у пару са Немицом Забине Лизики после раних елиминација у другом, односно првом колу, пропустила је Отворено првенство Француске. Наредни турнир на којем је учествовала је био турнир у Истборну у пару са Италијанком Флавија Пенетом и дошле су до финала али су изгубиле у тај-брејк мечу од Џан Хаоћинг и Џан Јунгжан из Кинеског Тајпеха. Хингис је затим учествовала на Вимблдону у пару са Рускињом Вером Звонаревом али су изгубиле већ у првом колу од четвртих носилаца Каре Блек и Сање Мирзе. У конкуренцији мешовитих парова Хингис је са Бразилцем Бруном Соаресом дошла до четвртфинала када су изгубили од Данијела Нестора и Кристине Младеновић у два сета. Током северноамеричке турнеје, Хингис је наставила партнерство са Италијанком Флавија Пенетом. Након што су изгубиле у четвртфиналу турнира у Монтреалу од првих носилаца Саре Ерани и Роберте Винчи, изгубиле су у првом колу турнира у Синсинатију. На отвореном првенству Америке нису биле постављене за носиоце, али су дошле до финала и на путу до финала победиле три тима који су били носиоци и не изгубивши ниједан сет до финала. У финалу су изгубиле од Рускиња Екатерине Макарове и Елене Веснине у три сета. Хингис је затим учествовала на турниру у Токију са сународницом Белиндом Бенчич и дошле су до четвртфинала и изгубиле од првих носилаца и каснијих шампионки Каре Блек и Сање Мирзе. Хингис и Пенета су још учествовале на турниру у Вухану који су освојиле савладавши у финалу Кару Блек и Каролин Гарсију, Пекингу где су изгубиле у другом колу. Затим су освојиле турнир у Москви када су у финалу победиле поново Каролин Гарсију али овога пута са партнерком Аранча Пара Сантонхом. Такође су играле и на турниру у Тјенцину и дошле до четвртфинала. Хингис је завршила сезону на 11. месту на ВТА листи дублова.

#### 2015 - Пет гренд слем титула, треће Завршно првенство сезоне
На првом турниру на ком је учествовала, турниру у Бризбејну , она и њена партнерка Забине Лизики нису изгубиле ни сет на путо до титуле, победивши Каролин Гарсију и Катарину Среботник у два сета у финалу. Хингис је затим играла на Отвореном првенству Аустралије са Италијанком Флавијом Пенетом, као четврти носиоци, али су изгубиле у трећем колу. Такође, играла је и у конкуренцији мешовитих парова са Индијцем Леандером Паесом и освојили су титулу победивши у финалу Данијела Нестора и Кристину Младеновић у финалу у два сета. То је била прва гренд слем титула за Мартину после Отвореног првенства Аустралије 2006. године када је такође освојила титулу у конкуренцији мешовитих парова. После раних елиминација на турнирима у Дубаију и Дохи у пару са Италијанком Флавијом Пенетом, Мартина је почела сарадњу са Индијком Сањом Мирзом. Освојиле су првих двадесет сетова, освојивши три узастопна турнира: Индијан Велс, Мајами и Чарлстон. Затим су изгубиле у првом колу турнира у Штутгарту. На турниру у Мадриду су изгубиле у четвртфиналу од шампионки Отвореног првенства Аустралије Беатани Матек Сандс и Луције Шафаржове са 11-9 у супер тај-брејку. На турниру у Риму су достигле финале, али су изгубиле од Кристине Младеновић и Тимее Бабош у финалу. На отвореном првенству Француске су дошле до четвртфинала, али су опет изгубиле од Беатани Матек Сандс и Луције Шафаржове, овога пута у два сета. Такође, Хингис је учествовала у [Фед куп|Фед купу] после седамнаест година одсуства. Било је одређено да игра једино у конкуренцији женских парова, али је она одлучила још једом да покуша да се врати у појединачној конкуренцији. Жребом је било одређено да игра против Агњешке Радвањске и изгубила је у два сета у свом првом званичном мечу још од 2007. године. Затим је изгубила од Уршуле Радвањске овога пута у три сета. На турниру у Истборну су дошле до полуфинала. Затим су играле на Вимблдону где су освојиле титулу, прву за Хингис у конкуренцији женских парова после Отвореног првенства Аустралије 2002. године савладавши у финалу Рускиње Јекатерину Макарову и Јелену Веснину у три сета вративши се после заостатка од 5-2 у трећем сету. Хингис је затим освојила титулу и у конкуренцији мешовитих парова са са Индијцем Леандером Паешом победивши Александра Пеју и Тимеу Бабош у финалу. Након два узастопна пораза у полуфиналима на турнирима у Торонту и Синсинатију, Хингис и Мирза су освојиле Отворено првенство Америке победивши Кејси Делакву и Јарославу Шведову у финалу у два сета. Раније, Хингис је опет у пару са Индијцем Леандером Паешом освојила титулу у конкуренцији мешовитих парова. Уследила је потпуна доминација Хингис и Мирзе на турнирима у Азији. Најпре су освојиле турнир у Гуангџоу, затим турнир у Вухану где је Мартина одбранила титулу и турнир у Пекингу. Мартина је затим на турниру у Тјенцину играла са Кинескињом Хан Хинун међутим безуспешно, с обзиром да су елиминисане већ у првом колу. На завршном првенству сезоне у Сингапуру, Хингис и Мирза су без изгубљеног сета освојиле титулу победивши у финалу Карлу Суарез Наваро и Гарбиње Мугурузу. Хингис је сезону завршила на другом месту ВТА листе дублова. У новембру је учествовала у тениској лиги шампиона у Индији, играјући за Хидерабад Ас тим. Заједно са Сањом Мирзом је проглашена за најбољи дубл тим у 2015. години.

#### 2016. Повратак на прво место ВТА листе у дублу
Први турнир на којем је учествовала био је турнир у Бризбејну са својом партнерком Сањом Мирзом и освојиле су титулу. Најпре су победиле Израелку Шахар Пер и Американку Марију Санчез у првом колу, затим Белинду Бенчич из Швајцарске и Францускињу Кристину Младеновић у четвртфиналу, Словенку Андреју Клепач и Рускињу Аљу Кудравцјеву у полуфиналу и Немице Анџелик Кербер и Андреу Петковић у финалу. Једино су изгубиле сет против Бенчич и Младеновић на путу до њихове десете заједничке титуле. Већ следеће недеље освојиле су и турнир у Сиднеју победивши у финалу Францускиње Кристину Младеновић и Каролин Гарсију. Победом у полуфиналу против Румунке Јоане Ралука Олару и Казахстанке Јарославе Шведове обориле су рекорд по броју узастопних победа од 28 који су поставиле још 1994. године Белорускиња Наташа Зверева и Американка Ђиђи Фернандез. Хингис се вратила на прво место ВТА дубл листе после скоро шеснаест година. На Отвореном првенству Аустралије, Хингис и Мирза су биле постављене за прве носиоце и освојиле су трећу узастопну гренд слем титулу победивши у финалу Чехиње Андреу Хлавачкову и Луцију Храдецку у два сета. Такође, Хингис је бранила титулу у конкуренцији мешовитих парова са Индијцем Леандером Паесом освојену прошле године али су изгубили у четвртфиналу од Сање Мирзе и Ивана Додига. Играјући за Фед куп репрезентацију Швајцарске заједно са Белиндом Бенчич и Тимеом Бачински победиле су Немачку са 3-2. Следећи турнир на којем је учествовала био је турнир у Санкт Петербургу са својом партнерком Сањом Мирзом и освојиле су титулу победивши у финалу Рускињу Веру Душевину и Чехињу Барбору Крејчикову у два сета. На турниру у Дохи прекинут је њихов низ од четрдесет и једне узастопне победе пошто су поражене у четвртфиналу од Рускиња Јелене Веснине и Дарије Касаткине. На турнирима у Индијан Велсу и Мајамију поражене су у другом колу и нису успеле да одбране трофеје освојене прошле године. У Индијан Велсу су поражене од Американке Ванје Кинг и Рускиње Аље Кудравцјеве, а у Мајамију од Рускиње Маргарите Гаспарјан и Румунке Монике Никулеску. Играјући за Фед куп репрезентацију Швајцарске заједно са Тимеом Бачински и Викторијом Голубић у полуфиналу су поражене од репрезентације Чешке Републике са 3-2. На турниру у Штутгарту су дошле до финала али су поражене од француских тенисерки Каролин Гарсије и Кристине Младеновић у три сета. У финалу турнира у Мадриду у су такође поражене од истих тенисерки, овога пута у два сета.. Наредне недеље освојиле су турнир у Риму победивши у финалу Јекатерину Макарову и Јелену Веснину у три сета.. На Отвореном првенству Француске где су покушале да освоје све четири гренд слем титуле заредом изгубиле су у трећем колу од чешког пара Барбора Крејчикова и Катержине Синијакова у два сета. У конкуренцији мешовитих парова заједно са Леандером Паесом успела је да освоји титулу победом у финалу над Сањом Мирзом и Иваном Додигом и тако освоји једини грен слем који јој је недостајао у тој конкуренцији.. Следећи турнир на ком је учествовала у пару са Сањом Мирзом био је турнир на трави у Истборну али су поражене већ у четвртфиналу. Такмичење на Вимблдону, где су браниле титулу, су такође завршиле у четвртфиналу поразом од Мађарице Тимее Бабош и Казахстанке Јарославе Шведове. На турниру у Монтреалу су неочекивано изгубиле већ у четвртфиналу од много слабијих противница. После двадесет година одсуства, Хингис је представљала Швајцарску на Летњим олимпијским играма 2016. у Рио де Женеиру са Тимеом Бачински и успеле су да освоје сребрну медаљу пошто су у финалу олимпијског турнира изгубиле од Рускиња Јекатерине Макарове и Јелене Веснине. Одлучила је да раскине сарадњу са Сањом Мирзом и најавила да ће њена нова партнерка бити америчка тенисерка Коко Вандевеј. Већ на првом турниру који су одиграле заједно, турниру у Синсинатију дошле су до финале где су поражене баш од њене бивше партнерке Сање Мирзе и Чехиње Барборе Стрицове. На Отвореном првенству Америке је бранила титуле освојене прошле године и у женској конкуренцији и у конкуренцији мешовитих парова. Играла је заједно са Коко Вандевеј и биле су постављене за шесте носиоце и дошле су до полуфинала али су изгубиле од првих носилаца Каролин Гарсије и Кристине Младеновић у два сета. Хингис и Паес су изгубили у другом колу у конкуренцији мешовитих парова од америчког пара Коко Вандевеј и Рајев Рам. На сезони турнира у Азији је учествовала на турнирима у Гуангџоу у пару са Српкињом Јеленом Јанковић, Вухану и Пекингу у пару са Американком Коко Вандевеј. Једино је на турниру у Гуангџоу, где је бранила титулу стигла до полуфинала, а на друга два турнира, где је такође бранила титуле, забележила је ране елиминације. На завршном првенству сезоне у Сингапуру наступила је у пару са тенисерком са којом је и играла већи део сезоне и с којом се и квалификовала за учешће на Завршно првенство - Индијком Сањом Мирзом, али нису успела да одбране титулу освојену прошле године изгубивши у полуфиналу од Рускиња Јекатерине Макарове и Јелене Веснине. Због слабијих резултата и више неодбрањених титула које је прошле године освојила, сезону је завршила на четвртом месту ВТА дубл листе.

#### 2017.
Сезону је почела на турниру у Сиднеју где је бранила титулу, али је сада наступала у пару са новом партнерком Американком Коко Вандевеј и елиминисане су у четвртфиналу турнира од будућих шампионки Мађарице Тимее Бабош и Рускиње Анастасије Пављученкове. На Отвореном првенству Аустралије, где је такође бранила титулу, била је заједно са Коко Вандевеј поставњена за пете носиоце али су поражене у раној фази турнира, тачније у другом колу од Аустралијског пара Ешли Барти и Кејси Делаква. У конкуренцији мешовитих парова је наступала у пару са Леандером Паесом и дошли су до четвртфинала али су поражени од Аустралијског пара Саманта Стосур и Самјуел Грот.

## Статистика каријере

### Гренд слемфинала

#### Појединачно: 12 финала (5 победа, 7 пораза)
| Исход  | Година | Турнир                            | Подлога | Противница у финалу | Резултат           |
| Победа | 1997   | Отворено првенство Аустралије (1) | Тврда   | Мери Пирс           | 6–2, 6–2           |
| Пораз  | 1997   | Отворено првенство Француске (1)  | Шљака   | Ива Мајоли          | 6–4, 6–2           |
| Победа | 1997   | Вимблдон (1)                      | Трава   | Јана Новотна        | 2–6, 6–3, 6–3      |
| Победа | 1997   | Отворено првенство САД (1)        | Тврда   | Винус Вилијамс      | 6–0, 6–4           |
| Победа | 1998   | Отворено првенство Аустралије (2) | Тврда   | Кончита Мартинез    | 6–3, 6–3           |
| Пораз  | 1998   | Отворено првенство САД (1)        | Тврда   | Линдси Давенпорт    | 6–3, 7–5           |
| Победа | 1999   | Отворено првенство Аустралије (3) | Тврда   | Амели Морезмо       | 6–2, 6–3           |
| Пораз  | 1999   | Отворено првенство Француске (2)  | Шљака   | Штефи Граф          | 4–6, 7–5, 6–2      |
| Пораз  | 1999   | Отворено првенство САД (2)        | Тврда   | Серена Вилијамс     | 6–3, 7–6(7–4)      |
| Пораз  | 2000   | Отворено првенство Аустралије (1) | Тврда   | Линдси Давенпорт    | 6–1, 7–5           |
| Пораз  | 2001   | Отворено првенство Аустралије (2) | Тврда   | Џенифер Капријати   | 6–4, 6–3           |
| Пораз  | 2002   | Отворено првенство Аустралије (3) | Тврда   | Џенифер Капријати   | 4–6, 7–6(9–7), 6–2 |

#### Женски парови: 16 финала (13 победа, 3 пораза)
| Исход  | Година | Турнир                            | Подлога | Партнерка      | Противнице у финалу                      | Резултат           |
| Победа | 1996   | Вимблдон (1)                      | Трава   | Хелена Сукова  | Мередит Мекгарт Лариса Нејланд           | 5–7, 7–5, 6–1      |
| Победа | 1997   | Отворено првенство Аустралије (1) | Тврда   | Наташа Зверева | Линдси Давенпорт Лиса Рејмонд            | 6–2, 6–2           |
| Победа | 1998   | Отворено првенство Аустралије (2) | Тврда   | Мирјана Лучић  | Линдси Давенпорт Наташа Зверева          | 6–4, 2–6, 6–3      |
| Победа | 1998   | Отворено првенство Француске (1)  | Шљака   | Јана Новотна   | Линдси Давенпорт Наташа Зверева          | 6–1, 7–6(7–4)      |
| Победа | 1998   | Вимблдон (2)                      | Трава   | Јана Новотна   | Линдси Давенпорт Наташа Зверева          | 6–3, 3–6, 8–6      |
| Победа | 1998   | Отворено првенство Америке (1)    | Тврда   | Јана Новотна   | Линдси Давенпорт Наташа Зверева          | 6–3, 6–3           |
| Победа | 1999   | Отворено првенство Аустралије (3) | Тврда   | Ана Курњикова  | Линдси Давенпорт Наташа Зверева          | 7–5, 6–3           |
| Пораз  | 1999   | Отворено првенство Француске (1)  | Шљака   | Ана Курњикова  | Винус Вилијамс Серена Вилијамс           | 6–3, 6–7(2–7), 8–6 |
| Пораз  | 2000   | Отворено првенство Аустралије (1) | Тврда   | Мери Пирс      | Лиса Рејмонд Рене Стабс                  | 6–4, 5–7, 6–4      |
| Победа | 2000   | Отворено првенство Француске (2)  | Шљака   | Мери Пирс      | Вирхинија Руано Паскуал Паола Суарез     | 6–2, 6–4           |
| Победа | 2002   | Отворено првенство Аустралије (4) | Тврда   | Ана Курњикова  | Данијела Хантухова Аранча Санчез Викарио | 6–2, 6–7(4–7), 6–1 |
| Пораз  | 2014   | Отворено првенство Америке (1)    | Тврда   | Флавија Пенета | Јекатерина Макарова Јелена Веснина       | 2–6, 6–3, 6–2      |
| Победа | 2015   | Вимблдон (3)                      | Трава   | Сања Мирза     | Јекатерина Макарова Јелена Веснина       | 5–7, 7–6(7–4), 7–5 |
| Победа | 2015   | Отворено првенство Америке (2)    | Тврда   | Сања Мирза     | Кејси Делаква Јарослава Шведова          | 6–3, 6–3           |
| Победа | 2016   | Отворено првенство Аустралије (5) | Тврда   | Сања Мирза     | Андреа Хлавачкова Луција Храдецка        | 7–6(7–1), 6–3      |
| Победа | 2017   | Отворено првенство Америке (3)    | Тврда   | Џан Јунгжан    | Луција Храдецка Катерина Сињакова        | 6–3, 6–2           |

#### Мешовити парови: 7 финала (7 победа)
| Исход  | Година | Турнир                            | Подлога | Партнер      | Противници у финалу                | Резултат         |
| Победа | 2006   | Отворено првенство Аустралије (1) | Тврда   | Махеш Бупати | Јелена Лиховцева Данијел Нестор    | 6–4, 5–7, 6–4    |
| Победа | 2015   | Отворено првенство Аустралије (2) | Тврда   | Леандер Паеш | Кристина Младеновић Данијел Нестор | 6–4, 6–3         |
| Победа | 2015   | Вимблдон (1)                      | Трава   | Леандер Паеш | Тимеа Бабош Александер Пеја        | 6–1, 6–1         |
| Победа | 2015   | Отворено првенство Америке (1)    | Тврда   | Леандер Паеш | Бетани Матек Сандс Сем Квери       | 6–4, 3–6, [10–7] |
| Победа | 2016   | Отворено првенство Француске (1)  | Шљака   | Леандер Паеш | Сања Мирза Иван Додиг              | 4–6, 6–4, [10–8] |
| Победа | 2017   | Вимблдон (2)                      | Трава   | Џејми Мари   | Хедер Вотсон Хенри Континен        | 6–4, 6–4         |
| Победа | 2017   | Отворено првенство Америке (2)    | Тврда   | Џејми Мари   | Џан Хаоћинг Мајкл Винус            | 6–1, 4–6, [10–8] |

### Успеси на турнирима

#### Појединачна конкуренција
| Гренд слем турнири       |     |     |      |                |                |                |      |                |                |                |     |                |                |                |        |        |
| ОП Аустралије            | Н   | 2К  | ЧФ   | П              | П              | П              | Ф    | Ф              | Ф              | Н              | Н   | Н              | ЧФ             | ЧФ             | 3 / 10 | 52–7   |
| ОП Француске             | A   | 3К  | 3К   | Ф              | ПФ             | Ф              | ПФ   | ПФ             | Н              | Н              | Н   | Н              | ЧФ             | Н              | 0 / 8  | 35–8   |
| Вимблдон                 | Н   | 1К  | 4К   | П              | ПФ             | 1К             | ЧФ   | 1К             | Н              | Н              | Н   | Н              | 3К             | 3К             | 1 / 9  | 23–8   |
| ОП Америке               | Н   | 4К  | ПФ   | П              | Ф              | Ф              | ПФ   | ПФ             | 4К             | Н              | Н   | Н              | 2К             | 3К             | 1 / 10 | 43–9   |
| Поб-пор                  | 0–0 | 6–4 | 14–4 | 27–1           | 23–3           | 19–3           | 20–4 | 16–4           | 9–2            | 0–0            | 0–0 | 0–0            | 11–4           | 8–3            | 5 / 37 | 153–32 |
| Олимпијске игре          |     |     |      |                |                |                |      |                |                |                |     |                |                |                |        |        |
| Летње олимпијске игре    | но  | но  | 2К   | нису одржаване | нису одржаване | нису одржаване | Н    | нису одржаване | нису одржаване | нису одржаване | Н   | нису одржаване | нису одржаване | нису одржаване | 0 / 1  | 1–1    |
| Завршно првенство сезоне |     |     |      |                |                |                |      |                |                |                |     |                |                |                |        |        |
| ВТА првенство            | Н   | Н   | Ф    | ЧФ             | П              | Ф              | П    | Н              | Н              | Н              | Н   | Н              | ГФ             | Н              | 2 / 6  | 16–5   |

#### Конкуренција парова
| Гренд слем турнири       |     |     |      |                |                |                |      |                  |                  |                  |                  |                  |                  |                  |                  |                  |                  |                  |                  |                  |                  |                |      |      |         |        |
| ОП Аустралије            | Н   | 1К  | 1К   | П              | П              | П              | Ф    | ПФ               | П                | није учествовала | није учествовала | није учествовала | није учествовала | 2К               | није учествовала | није учествовала | није учествовала | није учествовала | није учествовала | није учествовала | није учествовала | 3К             | П    | 2К   | 5 / 12  | 43–7   |
| ОП Француске             | ну  | ну  | ЧФ   | ПФ             | П              | Ф              | П    | није учествовала | није учествовала | није учествовала | није учествовала | није учествовала | није учествовала | није учествовала | није учествовала | није учествовала | није учествовала | није учествовала | није учествовала | није учествовала | није учествовала | ЧФ             | 3К   | ПФ   | 2 / 8   | 33–6   |
| Вимблдон                 | Н   | 2К  | П    | ЧФ             | П              | Н              | 2К   | није учествовала | није учествовала | није учествовала | није учествовала | није учествовала | није учествовала | није учествовала | није учествовала | није учествовала | није учествовала | није учествовала | није учествовала | није учествовала | 1К               | П              | ЧФ   | ЧФ   | 3 / 9   | 29–6   |
| ОП Америке               | Н   | 3К  | ПФ   | ПФ             | П              | Н              | 3К   | ЧФ               | ЧФ               | није учествовала | није учествовала | није учествовала | није учествовала | 3К               | није учествовала | није учествовала | није учествовала | није учествовала | није учествовала | 1К               | Ф                | П              | ПФ   | П    | 3 / 13  | 47–9   |
| Поб–пор                  | 0–0 | 3–3 | 13–3 | 17–3           | 24–0           | 11–1           | 14–2 | 7–2              | 9–1              | 0–0              | 0–0              | 0–0              | 0–0              | 3–2              | 0–0              | 0–0              | 0–0              | 0–0              | 0–0              | 0–1              | 5–2              | 17–2           | 15–3 | 14–3 | 13 / 42 | 152–28 |
| Олимпијске игре          |     |     |      |                |                |                |      |                  |                  |                  |                  |                  |                  |                  |                  |                  |                  |                  |                  |                  |                  |                |      |      |         |        |
| Летње олимпијске игре    | но  | но  | ЧФ   | нису одржаване | нису одржаване | нису одржаване | Н    | нису одржаване   | нису одржаване   | нису одржаване   | Н                | нису одржаване   | нису одржаване   | нису одржаване   | Н                | нису одржаване   | нису одржаване   | нису одржаване   | Н                | нису одржаване   | нису одржаване   | нису одржаване | Ф-С  | НО   | 0 / 2   | 6–2    |
| Завршно првенство сезоне |     |     |      |                |                |                |      |                  |                  |                  |                  |                  |                  |                  |                  |                  |                  |                  |                  |                  |                  |                |      |      |         |        |
| ВТА првенство            | Н   | Н   | ЧФ   | ЧФ             | ЧФ             | П              | П    | није учествовала | није учествовала | није учествовала | није учествовала | није учествовала | није учествовала | није учествовала | није учествовала | није учествовала | није учествовала | није учествовала | није учествовала | није учествовала | није учествовала | П              | ПФ   |      | 3 / 7   | 12–4   |

### Конкуренција мешовитих парова
| Турнир        | 1996 | 1997 | 1998 | 1999 | 2000 | 2001 | 2002 | 2003 | 2004 | 2005 | 2006 | 2007 | 2008 | 2009 | 2010 | 2011 | 2012 | 2013 | 2014 | 2015 | 2016 | 2017 | Осв/Игр | Поб–пор |
| ------------- | ---- | ---- | ---- | ---- | ---- | ---- | ---- | ---- | ---- | ---- | ---- | ---- | ---- | ---- | ---- | ---- | ---- | ---- | ---- | ---- | ---- | ---- | ------- | ------- |
| ОП Аустралије | Н    | Н    | Н    | Н    | Н    | Н    | Н    | Н    | Н    | Н    | П    | Н    | Н    | Н    | Н    | Н    | Н    | Н    | Н    | П    | ЧФ   | ЧФ   | 2 / 4   | 14–2    |
| ОП Француске  | ЧФ   | Н    | Н    | Н    | Н    | Н    | Н    | Н    | Н    | Н    | 2К   | Н    | Н    | Н    | Н    | Н    | Н    | Н    | Н    | 2К   | П    | 1К   | 1 / 5   | 9–3     |
| Вимблдон      | 2К   | ЧФ   | Н    | Н    | Н    | Н    | Н    | Н    | Н    | Н    | Н    | Н    | Н    | Н    | Н    | Н    | Н    | Н    | ЧФ   | П    | 3К   | П    | 2 / 6   | 17–4    |
| ОП Америке    | ПФ   | Н    | Н    | Н    | ЧФ   | Н    | Н    | Н    | Н    | Н    | Н    | Н    | Н    | Н    | Н    | Н    | Н    | 1К   | Н    | П    | 2К   | П    | 2 / 6   | 14–3    |
| Поб-пор       | 6–3  | 3–1  | 0–0  | 0–0  | 2–0  | 0–0  | 0–0  | 0–0  | 0–0  | 0–0  | 6–0  | 0–0  | 0–0  | 0–0  | 0–0  | 0–0  | 0–0  | 0–1  | 2–1  | 14–1 | 9–3  | 12–2 | 7 / 21  | 54–12   |

### Рекорди Мартине Хингис
Ове рекорде је Мартина Хингис постигла у опен ери тениса.
| Гренд слем                    | Година      | Рекорд                                               | Тенисерке које су постигле исти рекорд                                           |
| Отворено првенство Аустралије | 1997.–1999. | 3 узастопне титуле                                   | Маргарет Корт Ивон Гулагонг Штефи Граф Моника Селеш                              |
| Отворено првенство Аустралије | 1997.–2002. | 6 узастопних финала                                  | Ивон Гулагонг                                                                    |
| Гренд слем                    | 1997.       | 2 титуле без изгубљеног сета                         | Били Џин Кинг Мартина Навратилова Штефи Граф Серена Вилијамс Жистин Енен         |
| Гренд слем                    | 1997.       | финала сва четири гренд слем турнира                 | Маргарет Корт Крис Еверт Мартина Навратилова Штефи Граф Моника Селеш Жистин Енен |
| Гренд слем                    | 1998.       | календарски гренд слем у конкуренцији женских парова | Мартина Навратилова Пем Шрајвер                                                  |

- Освајањем Вимблдона у конкуренцији женских парова 1996. године са Хеленом Суковом из Чешке постала је најмлађа шампионка у дублу са 15 година и 282 дана и најмлађа победница гренд слем турнира у опен ери икада.
- Освајањем Отвореног првенства Аустралије у појединачној конкуренцији 1997. године постала ја најмлађа гренд слем шампионка икада са 16 година и 3 месеца.
- Победивши Монику Селеш на турниру у Мајамију 1997. године са 6-2, 6-1 постала је најмлађа тенисерка која је заузела прво место на ВТА листи.
- Победивши Винус Вилијамс у финалу отвореног првенства Америке 1997. године комплетирала је финала на сва четири гренд слема у сезони и постала такође најмлађа шампионка отвореног првенства Америке са 16 година, 11 месеци и 8 дана.
- Освојила је отворено првенство Аустралије и отворено првенство Америке 1997. године без изгубљеног сета.
- Држала је прву позицију на ВТА листи и у појединачној и у конкуренцији парова током 1998. године.
- Најуспешнија је тенисерка на турниру у Токију пошто је освојила овај турнир чак пет пута: 1997, 1999, 2000, 2002. и 2007. године из укупно 8 финала будући да је изгубила у финалу 1998, 2001. и 2006. године.
- Остварила је 103 победе над тенисеркама које су биле у топ десет (после Серене Вилијамс са 164, Линдзи Давенпорт са 129 и Винус Вилијамс са 127, 43 титуле у појединачној конкуренцији, 50 титула у конкуренцији женских парова, 4 гренд слем титуле у конкуренцији мешовитих парова и 209 недеља проведених на првом месту ВТА листе у дублу (пета после Штефи Граф, Мартине Навратилова, Крис Еверт и Серене Вилијамс.
- 2015. године освојила је у пару са Индијцем Леандером Паешом три гренд слем титуле у конкуренцији мешовитих парова што су пре њих постигли Маргарет Корт и Марти Риесен 1969. године.
- Освојила је највише титула на отвореном првенству Аустралије у конкуренцији мешовитих парова (две) у опен ери тениса.
- Једина тенисерка која је освојила отворено првенство Аустралије три пута узастопно и у појединачној и у конкуренцији женских парова.

1997. године у појединачној конкуренцији победом против Мери Пирс а у конкуренцији женских парова у пару са Наташом Зверевом победом против Линдзи Давенпорт и Лизе Рејмонд;
1998. године у појединачној конкуренцији победом против Кончите Мартинез а у конкуренцији женских парова у пару са Мирјаном Лучић победом против Линдзи Давенпорт и Наташе Звереве; 
1999. године у појединачној конкуренцији победом против Амели Морезмо а у конкуренцији женских парова у пару са Аном Курњиковом победом против Линдзи Давенпорт и Наташе Звереве